# Matt Santos

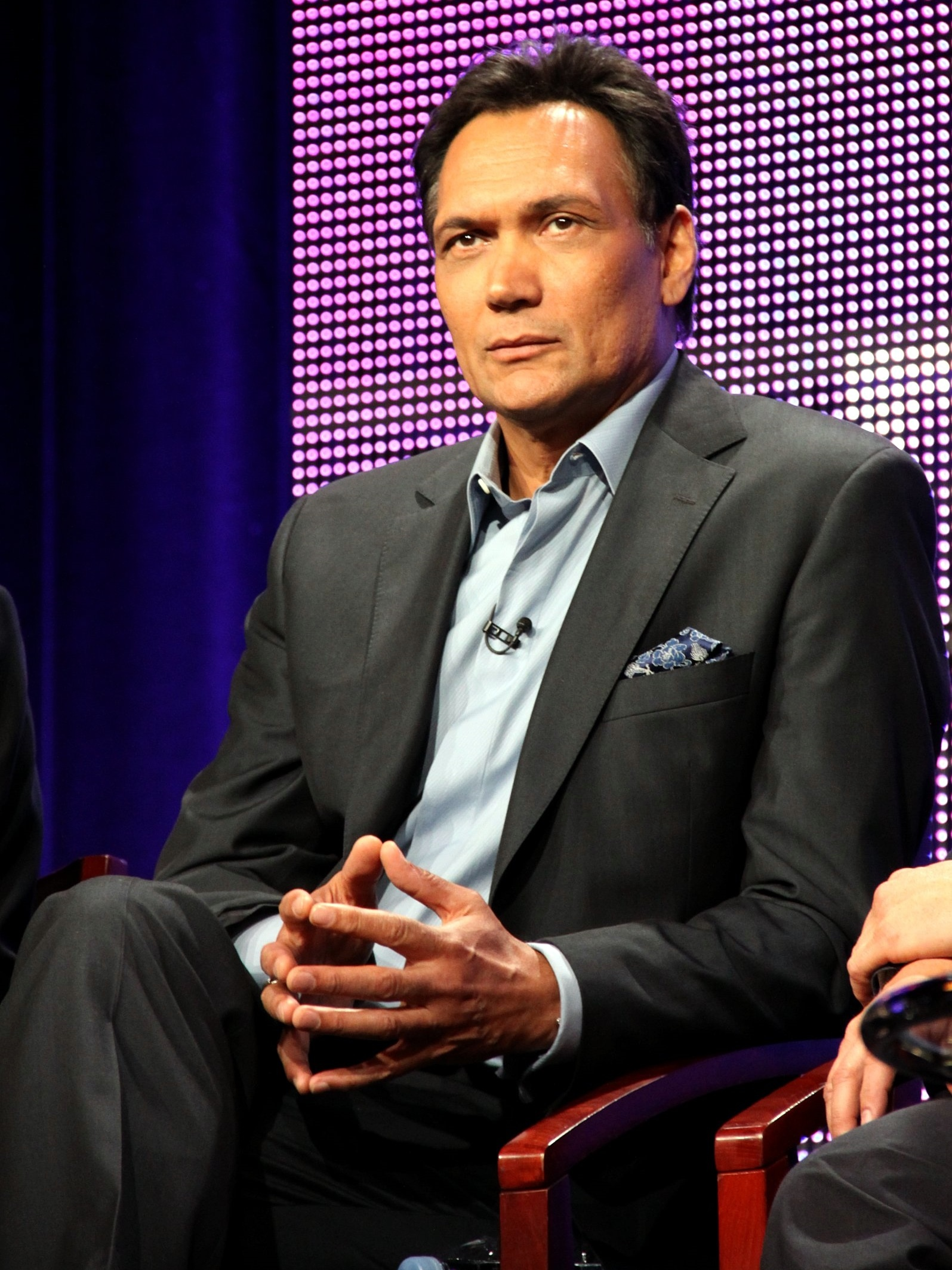
Jimmy Smits

Matthew Vincente 'Matt' Santos es un personaje de ficción interpretado por el actor Jimmy Smits en la serie de televisión El ala oeste de la Casa Blanca. Su primera aparición es como un simple congresista demócrata de Houston, Texas.

## Vida personal
Santos nació en el St. Joseph's Hospital de Texas. Uno de los siete hijos de Luis y Marita Santos, creció en Second Ward, el distrito de población de origen mexicano más antiguo de Houston y hogar de 6 generaciones de la familia Santos. Luis Santos era barbero, mientras que Marita Santos era asistenta doméstica. Matt se casó con su esposa Helen hace 15 años y tiene dos hijos jóvenes, Peter y Miranda.
La información en la serie acerca de la edad de Santos llega a ser contradictoria. En un episodio, Josh Lyman remarca que con 42 años, Santos es demasiado joven como para abandonar el Congreso. Sin embargo, el propio Santos le dice más tarde que hace 45 años que había sido bautizado. Se supone que Santos conoce su verdadera edad mejor que Josh, y más si se tiene en cuenta que las escenas comentadas suceden antes de que ambos trabajen juntos.
Santos asistió a la Escuela Naval de la Armada de los Estados Unidos en Annapolis, licenciándose como el primero de su promoción además de jugar al fútbol americano hasta que una lesión de rodilla lo apartó del deporte. Fue el primer miembro de su familia en recibir formación superior y graduarse. Fue destinado como oficial en el Cuerpo de Marines, alcanzando el rango de teniente coronel. Santos además luchó como piloto de combate en la primera Guerra del Golfo. Tras retirarse del servicio activo en 1993 sirvió en la Reserva del Cuerpo de Marines. 
Santos fue elegido concejal del Ayuntamiento de Houston en 1994, para ser electo como alcalde dos años después. Ocupó el cargo cuatro años durante los cuales abrió nuevas clínicas sociales para las familias de Houston y creó un programa de vivienda para hacer más accesibles los alquileres a los dos millones de residentes de la ciudad. En las elecciones legislativas de 2000 Santos fue elegido congresista por el 18º Distrito de Texas.

## Campaña presidencial
En su primera aparición Santos es un congresista que se plantea el retiro. Sin embargo, el entonces Adjunto al Jefe de Gabinete de la Casa Blanca Josh Lyman le convence para presentarse a la nominación demócrata para la candidatura presidencial, convirtiéndose en su director de campaña. Comienza la carrera como un candidato de largo recorrido con apenas nombre, reconocimiento y sobre todo, fondos; las encuestas lo situaban muy por detrás de los dos Vicepresidentes de Bartlet, Bob Russell y el anterior a él John Hoynes. Sin embargo, a medida que las primarias avanzaron, Santos alcanzó el tercer puesto en la mayoría de los sondeos. El día anterior a las primarias de California Hoynes se vio envuelto en un escándalo sexual, situación más grave si cabe ya que fue un suceso parecido el que le obligó a dimitir dos años antes como Vicepresidente de Josiah Bartlet. Todo esto hizo que Santos terminase por recibir el apoyo oficial del Gobernador de California, gracias al cual se produjo el vuelco electoral que le dio la victoria en las primarias.
Uno de los caballos de batalla de su campaña presidencial fue la reforma de la enseñanza pública. Santos defendía un curso escolar de al menos 240 días para conseguir así un país más competitivo a nivel mundial gracias a una juventud instruida. Asimismo apoyó el aumento de responsabilidades del profesorado a través de una reducción de su tiempo en el puesto.
Aprovechando la tendencia, Santos ganó las primarias de bastantes más estados. Al comienzo de la Convención Nacional Demócrata ya había conseguido virtualmente los delegados suficientes como para empatar con el favorito, Russell. Antes de la convención, Santos rechazó la oferta de Russell de unirse a su candidatura como posible aspirante a Vicepresidente.
Durante la convención, el gobernador de Pensilvania Eric Baker, que previamente había decidido no acudir al proceso de nominación ni aceptar una oferta de Russell por la Vicepresidencia, se postuló como candidato y comenzó a buscar delegados que retirasen su apoyo a los demás candidatos, alargando la votación hasta un tercer día que nunca había sido necesario. Cuando los miembros de la campaña de Russell revelaron a la prensa que Baker había filtrado a la prensa los problemas de depresión de su mujer, Russell perdió gran parte de los apoyos de los delegados.
Obligado en un principio por el organizador de la convención, antiguo Secretario de Trabajo y Jefe de Gabinete de la Casa Blanca Leo McGarry a posicionarse a favor de Baker o Russell, Santos recibió la oportunidad de dirigirse a los asistentes sin saber muy bien si iba a ser su discurso de despedida.
En lugar de abandonar, Santos pronunció un apasionante discurso con el que consiguió recobrar impulso en la elección. Gracias a la intervención en la sombra del Presidente Bartlet, que había decidido cerrar las votaciones para evitar una mayor degradación de la imagen del Partido, Santos recibió el apoyo clave de un sindicato neoyorquino de profesores que en un principio había rechazado su política educativa. Santos se hizo con la nominación, escogiendo a Leo McGarry como candidato a Vicepresidente.
En la séptima temporada de la serie el congresista Santos y el exsecretario McGarry se enfrentaron a los republicanos Arnold Vinick, senador por California y Ray Sullivan, gobernador de Virginia Occidental, en las elecciones presidenciales. A lo largo de la campaña, Santos y Vinick se trataron con respeto mutuo. En un episodio de esa temporada se descubre que dos años antes de las elecciones, Santos y Vinick encabezaron una propuesta de reforma de las leyes de inmigración que finalmente no prosperó.
En el único debate entre Santos y Vinick, ambos candidatos acordaron ignorar las normas que sus equipos de campaña habían consensuado tras largas negociaciones y en su lugar, en palabras de Vinick, ofrecer "un debate real" sin límites de tiempo para responder. Durante el debate, Santos reiteró sus intenciones de conseguir una mayor implicación federal en la enseñanza pública, oponerse a las prospecciones petrolíferas en la Reserva Nacional de Vida Salvaje del Ártico, apoyar una moratoria sobre la pena de muerte federal y nunca ir a la guerra por el petróleo. Asimimo explicó que aunque inicialmente había apoyado en la correspondiente comisión parlamentaria el Acuerdo de Libre Comercio para América Central (CAFTA), decidió votar negativamente cuando se añadieron a él enmiendas sobre intereses concretos. También criticó al senador Vinick por confiar demasiado en los recortes de impuestos como forma de fomentar el crecimiento económico. Quizá el comentario más sorprendente de la noche llegó cuando dijo que "no estaba loco" por proponer su plan de sanidad, puesto que no proporcionaría cobertura universal ya que ese era un tema que era mejor que pasase antes por el Congreso. 
Tras un accidente en una central nuclear en San Andreo, California, Santos ganó puntos en varios estados después de que se supiera que Vinick fue una de las personas clave en la aprobación en su día de la construcción de la central en cuestión. Varios días más tarde, los sondeos nacionales mostraron que Santos y Vinick estaban en empate técnico con una previsión de un 44% de los votos para cada uno.

## Mandato
A pesar de la muerte de su candidato a Vicepresidente Leo McGarry la noche electoral, Santos resultó elegido Presidente de los Estados Unidos por un estrecho margen tras derrotar a Arnold Vinick en el Colegio Electoral por 272 a 266 compromisarios. Santos ganó en su estado natal de Texas, mientras que Vinick hizo lo propio en California. El estado clave para la victoria de santos fue Nevada, donde ganó con una ventaja de unos 30.000 sufragios. Desoyendo la fuerte petición de su director de campaña, Vinick decidió no impugnar el resultado y reconoció su derrota. Santos ofrecería posteriormente a Vinick el puesto de Secretario de Estado en su gobierno, la cual aceptó con la condición de que su trabajo no se viese interferido por intereses partidistas de los demócratas.
Los últimos episodios de la serie cubren el final de la administración Bartlet y la llegada del nuevo gabinete de Santos, que empieza a tomar formar incluso antes de su investidura, siendo Josh Lyman su Jefe de Gabinete. Lyman contrata entonces a su viejo amigo y antiguo Subdirector de Comunicación de la Casa Blanca Sam Seaborn como su Adjunto. Como continuación a su trabajo en la campaña Santos-McGarry Louise Thornton fue nombrada Directora de Comunicación, Bram Howard fue nombrado nuevo Subdirector de Comunicaciones de la Casa Blanca mientras que Ronna Beckman se convirtió en la nueva Secretaria ejecutiva del Presidente. Por otra parte Donna Moss y Annabeth Schott entraron en el equipo de la primera dama como Jefa de Gabinete y Secretaria de Prensa respectivamente. A Amy Gardner le fue ofrecido el puesto de Directora de Asuntos Legislativos, mientras que el nombre de Ainsley Hayes sonó para el Consejo de Asesores de la Casa Blanca. Santos mostró su deseo de nombrar a Oliver Babish fiscal general de los Estados Unidos y a Nancy McNally Embajadora en las Naciones Unidas. Su primera elección para ocupar la vicepresidencia fue Eric Baker, gobernador de Pensilvania. Baker había sido uno de los principales candidatos a la nominación demócrata para las elecciones que ganó Santos, abandonando la carrera tras la derrota en las primarias de New Hampshire y retornando a ella de forma sorprendente durante la Convención Demócrata Nacional, hecho que provocó ciertos retrasos en la nominación, finalmente otorgada a Santos. El nuevo Presidente prefirió, una vez investido, nombrar Vicepresidente a Baker en virtud de la 25ª Enmienda a la Constitución, en lugar de someterlo a la aprobación virtualmente automática de los compromisarios del Colegio Electoral.
- Datos: Q610519